# Franco Armani
Franco Armani (phát âm tiếng Tây Ban Nha: [ˈfɾaŋko aɾˈmani];  sinh ngày 16 tháng 10 năm 1986) là một cầu thủ bóng đá chuyên nghiệp người Argentina hiện đang thi đấu ở vị trí thủ môn cho câu lạc bộ Argentine Primera División River Plate.

## Danh hiệu
Atlético Nacional
- Categoría Primera A: 2011-I, 2013-I, 2013-II, 2014-I, 2015-II, 2017-I
- Copa Colombia: 2012, 2013, 2016
- Superliga Colombiana: 2012, 2016
- Copa Libertadores: 2016
- Recopa Sudamericana: 2017

River Plate
- Argentine Primera División: 2021, 2023
- Supercopa Argentina: 2017, 2019, 2023
- Trofeo de Campeones: 2021, 2023
- Copa Libertadores: 2018; á quân: 2019
- Recopa Sudamericana: 2019
- Copa Argentina: 2019

Argentina
- FIFA World Cup: 2022[3]
- Copa América: 2021,[4], 2024
- Siêu cúp Liên lục địa CONMEBOL–UEFA: 2022[5]